# Dalarnas Studentspexare
Dalaspexet är det studentspex som produceras på Högskolan Dalarna.

## Spex som Dalaspexet framfört
| År   | Namn                                                       | Namn                                                       | Manus                                                         | Regi                                   |
| ---- | ---------------------------------------------------------- | ---------------------------------------------------------- | ------------------------------------------------------------- | -------------------------------------- |
| 1996 | Gustav Vasa - en riktig kvinnokarl                         | Gustav Vasa - en riktig kvinnokarl                         | Micke Stille & Lena Wigert                                    | ...                                    |
| 1997 | Gustav den Tredje - en riktig såpopera                     | Gustav den Tredje - en riktig såpopera                     | Mathias Johansson & Ulrika Wiborgh                            | Karolina Lundmark                      |
| 1998 | Robin Hood - en riktigt baksmälla                          | Robin Hood - en riktigt baksmälla                          | Andreas Lindström                                             | Jessica Hellstrand                     |
| 1999 | General Custer vs. Sitting Bull - ett riktigt slag         | General Custer vs. Sitting Bull - ett riktigt slag         | Peter Bäck                                                    | Ann-Catrin Olsson                      |
| 2000 | Carl von Linné - ett riktigt helvete                       | Carl von Linné - ett riktigt helvete                       | Patrik Andersson & Anders Sebring                             | Patrik Andersson                       |
| 2001 | Kleopatra - ett riktigt ormbett                            | Kleopatra - ett riktigt ormbett                            | Erik Nolin & Henrik Andersson                                 | Henrik Andersson                       |
| 2002 | Romeå och Julija - en riktig psykoanalys eller...          | Romeå och Julija - en riktig psykoanalys eller...          | Petra Berg, Flippa Lindhqvist & Krister Clarmo                | Robin Ritsgard                         |
| 2003 | Columbus och Tintin - en riktig upptäckt                   | Columbus och Tintin - en riktig upptäckt                   | Peter Johansson & Anders Rubensson                            | Carl-Johan Lann & Caroline Fredriksson |
| 2004 | Ragnarök - ett riktigt korståg                             | Ragnarök - ett riktigt korståg                             | Maria Myhr, Josefin Nordlander, Anders Sebring & Mats Sjögren | Daniel Ekman                           |
| 2005 | Ängelbrekt - ett riktigt fall                              | Ängelbrekt - ett riktigt fall                              | Mats Sjögren                                                  | Maria Myhr                             |
| 2006 | Erik XIV - en riktig soppa                                 | Erik XIV - en riktig soppa                                 | Maria Myhr                                                    | Åsa Annerstedt                         |
| 2007 | Den onde, den gode och Maria - en riktig spagettiwestern   | Den onde, den gode och Maria - en riktig spagettiwestern   | Daniel Eriksson, Matthias Pettersson & Sara Ritäkt            | Malin Söderberg                        |
| 2008 | 69: Det Stora Svenska Rymdprojektet - en riktig metamorfos | 69: Det Stora Svenska Rymdprojektet - en riktig metamorfos | William C. Woxlin                                             | William C. Woxlin                      |